# Stolzenhain (Pockau-Lengefeld)
Stolzenhain ist ein Ortsteil der sächsischen Stadt Pockau-Lengefeld im Erzgebirgskreis.

## Geografie

### Lage
Das Waldstreifendorf Stolzenhain liegt etwa 4 Kilometer nordnordwestlich von Lengefeld im Erzgebirge. Die wenigen Häuser liegen überwiegend unweit eines nach Norden der Flöha zufließenden Baches. Südwestlich des Ortes liegt die zu Wünschendorf gehörige Häusergruppe Neuer Anbau.
Einzig über eine Kommunalstraße ist der Ort mit Wünschendorf verbunden.

### Nachbarorte
| Grünhainichen     |                                             | Floßmühle |
| Börnichen/Erzgeb. | Kompassrose, die auf Nachbargemeinden zeigt |           |
|                   | Wünschendorf                                | Reifland  |

## Geschichte

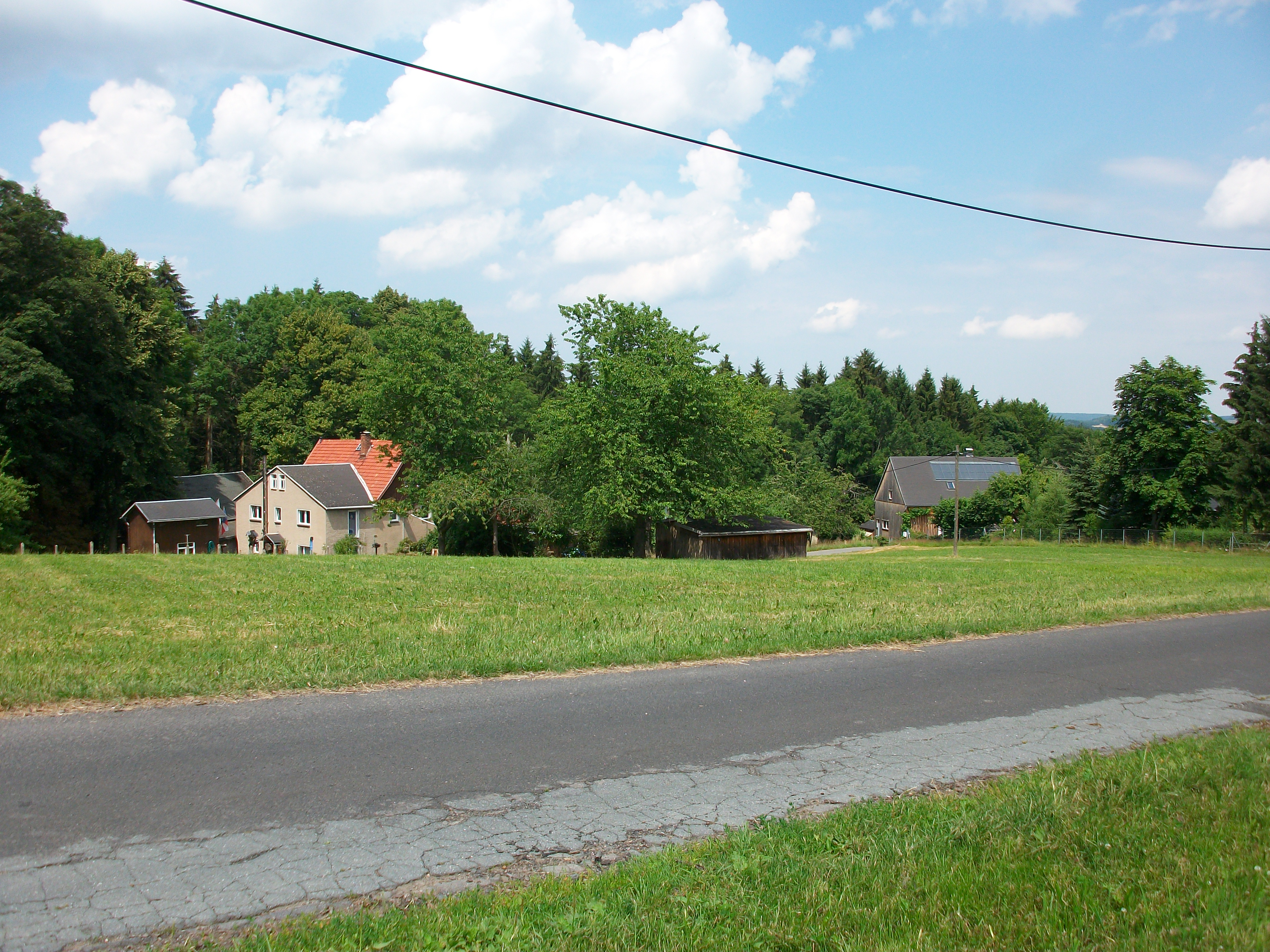
Stolzenhain, oberer Ortsteil

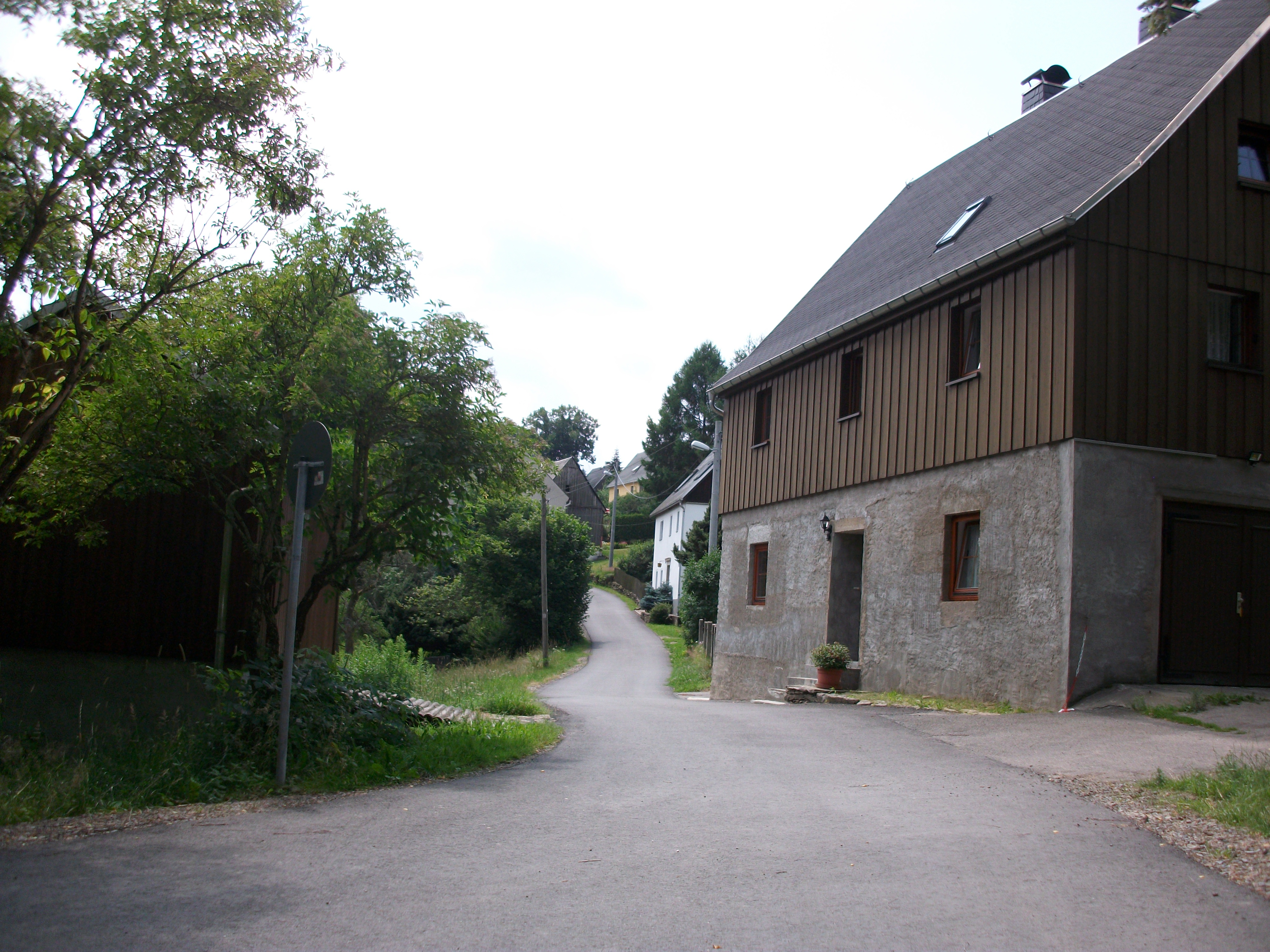
Stolzenhain, unterer Ortsteil

Die erste urkundliche Erwähnung des Ortes datiert von 1549 als Stolczerhayn August Schumann nennt 1824 im Staatslexikon von Sachsen Stolzenhain betreffend u. a.:
„Es besitzt wenig Feld, ist nach Lengefeld gepfarrt, nährt sich zum Theil mit Fertigung von Holzgeschirr, auch mit Spinnerei und Weberei, und heißt in älteren Nachrichten auch Stolzenberg.“
Am 1. Mai 1839 wurde Wünschendorf vom dortigen Rittergut getrennt und bildete fortan mit dem Ortsteil Stolzenhain eine eigenständige Gemeinde.
Im Werk „Neue Sächsische Kirchengalerie“ heißt es Stolzenhain betreffend u. a.:
„Das mit Wünschendorf eine Gemeinde bildende Stolzenhain [= steiler Wald] wird von jenem durch den 545 Meter hohen Galgenberg getrennt und liegt 425 Meter hoch nahe am steilen Abhang der Flöha. Es besteht aus den Wirtschaften von acht Erbgärtnern, während unweit des Dörfchens noch »die neuen Häuser«, welche zu Wünschendorf gehören, sich befinden. Das Dorf ist seit mehr als 300 Jahren, so viel die Zahl der Wirtschaften anlangt, nicht gewachsen; denn bereits im Erbbuche des Amtes Rauenstein von 1591 sind »Acht Gertner« aufgeführt, »welche Alle aus dem Ambte Rauenstein zur Lehen ruhren undt demselben Zinßbar seindt«.“
1924 wurde der Ort an das Netz der öffentlichen Elektrizitätsversorgung angeschlossen.
Bis zum 31. Dezember 1998 gehörte Stolzenhain zu Wünschendorf, mit dem es die Gemeinde Wünschendorf bildete. Zum 1. Januar 1999 wurde Wünschendorf mit Stolzenhain nach Lengefeld eingemeindet.

## Entwicklung der Einwohnerzahl
| Jahr | Einwohnerzahl    |
| ---- | ---------------- |
| 1551 | 8 besessene Mann |
| 1764 | 8 Gärtner        |
| 1834 | 59               |

| Jahr | Einwohnerzahl |
| ---- | ------------- |
| 1871 | 50            |
| 1890 | 67            |